# DeLand
DeLand es una ciudad ubicada en el condado de Volusia en el estado estadounidense de Florida. En el Censo de 2010 tenía una población de 27 031 habitantes y una densidad poblacional de 586,83 personas por km².

## Geografía
DeLand se encuentra ubicada en las coordenadas 29°1′21″N 81°17′11″O / 29.02250, -81.28639. Según la Oficina del Censo de los Estados Unidos, DeLand tiene una superficie total de 46.06 km², de la cual 45.58 km² corresponden a tierra firme y 0.49 km² (1.06 %) es agua.

## Demografía
Según el censo de 2010, había 27 031 personas residiendo en DeLand. La densidad de población era de 586,83 hab./km². De los 27 031 habitantes, DeLand estaba compuesto por el 74.51 % blancos, el 17.05 % eran afroamericanos, el 0.26 % eran amerindios, el 1.85 % eran asiáticos, el 0.07 % eran isleños del Pacífico, el 3.95 % eran de otras razas y el 2.29 % pertenecían a dos o más razas. Del total de la población el 12.66 % eran hispanos o latinos de cualquier raza.